# 麻爾圖
麻爾圖（？—？），滿洲人，清朝政治人物、清朝禮部尚書。
曾任戶部左侍郎。康熙二十七年二月丁巳，接替伊桑阿，擔任清朝禮部尚書，后改戶部尚書。由顧八代接任。